# Campeonato da Região Sul-Fronteira
O Campeonato da Região Sul-Fronteira, também chamado de Copa Sul-Fronteira, é uma competição criada em 2013 pela Federação Gaúcha de Futebol, envolvendo  clubes gaúchos de futebol profissional.
É disputado paralelamente com o Campeonato da Região Metropolitana e o Campeonato da Região Serrana, na medida em que os campeões de cada campeonato enfrentam-se na Super Copa Gaúcha.
No Campeonato da Região Sul-Fronteira, participam clubes das Séries A1, A2 e Segunda Divisão do Campeonato Gaúcho.

## Fórmula
O campeonato é disputado em duas fases. Na primeira, os clubes disputam primeiro e segundo turnos.Na segunda, disputam a fase final, com o confronto entre campeão do primeiro contra o campeão do segundo turno.
Já os turnos são divididos em três etapas. Na primeira, os clubes realizam jogos contra adversários dentro do grupo, em partidas somente de ida, classificando-se para a segunda etapa os quatro primeiros colocados do grupo.

### Semifinal
A segunda etapa é a semifinal. As quatro equipes classificadas realizam jogos de ida e volta. O primeiro enfrenta o quarto e o segundo joga com o terceiro.

#### Final
A terceira etapa é a final entre os vencedores das semifinais. Os campeões de cada turno se enfrentam na grande final do Campeonato da Região Fronteira Sul. Na hipótese de que um clube conquiste os dois turnos, será declarado campeão antecipadamente. 

## Vaga
Ao campeão cabe o direito de disputar a Super Copa Gaúcha.

## Lista de Campeões
Criada em  2010, como uma taça simbólica, entregue ao primeiro colocado da primeira fase da Copa FGF, (os grupos da Copa FGF eram divididos em Taça Região Metropolitana, Taça Região Serrana e Taça Região Fronteira), disputado em um formato todos-contra-todos em turno-returno, classificando-se os oito primeiros colocados de cada região para à segunda fase daquela competição. É bom lembrar que até 2012 a Taça Sul Fronteira não era um campeonato, e sim a primeira fase da Copa FGF.
A partir de 2013, a competição deixou de ser simbólica para se tornar um dos campeonatos oficiais organizados pela Federação Gaúcha de Futebol.  A taça passou a ser Copa, havendo uma final especialmente para decidir o Campeão, que garante vaga para a disputa da Super Copa Gaúcha. 

## Títulos por equipe
| Seleção              | P | Títulos         | Vice            | Terceiro        | Quarto                |
| -------------------- | - | --------------- | --------------- | --------------- | --------------------- |
| Pelotas              | 5 | 2 (2010 e 2013) | -               | -               | 1 (2015)              |
| Brasil de Pelotas    | 3 | 1 (2012)        | 2 (2011 e 2013) | -               | -                     |
| São Paulo-RS         | 5 | 1 (2011)        | 1 (2012)        | -               | 3 (2013, 2014 e 2016) |
| Internacional        | 2 | 1 (2016)        | 1 (2015)        | -               | -                     |
| Lajeadense           | 2 | 1 (2014)        | -               | 1 (2015)        | -                     |
| São José-RS          | 1 | 1 (2015)        | -               | -               | -                     |
| Guarany-Camaquã      | 3 | -               | 1 (2010)        | 1 (2012)        | -                     |
| Grêmio               | 2 | -               | 1 (2014)        | 1 (2016)        | -                     |
| Bagé                 | 4 | -               | 1 (2016)        | -               | -                     |
| Guarany-Bagé         | 3 | -               | -               | 2 (2010 e 2011) | -                     |
| Guarani              | 1 | -               | -               | 1 (2014)        | -                     |
| Farroupilha          | 3 | -               | -               | 1 (2013)        | -                     |
| 14 de Julho          | 3 | -               | -               | -               | 3 (2010, 2011 e 2012) |
| Riopardense          | 2 | -               | -               | -               | -                     |
| Santa Cruz-RS        | 1 | -               | -               | -               | -                     |
| Inter de Santa Maria | 1 | -               | -               | -               | -                     |
| Riograndense         | 1 | -               | -               | -               | -                     |

- Em negrito os que participam em 2015.

## Títulos por cidades
| Seleção               | Títulos               | Vice            | Terceiro        | Quarto                |
| --------------------- | --------------------- | --------------- | --------------- | --------------------- |
| Pelotas               | 3 (2010, 2012 e 2013) | 2 (2011 e 2013) | 1 (2013)        | 1 (2015)              |
| Porto Alegre          | 2 (2015, 2016)        | 2 (2014 e 2015) | 1 (2016)        | -                     |
| Rio Grande            | 1 (2011)              | 1 (2012)        | -               | 3 (2013, 2014 e 2016) |
| Lajeado               | 1 (2014)              | -               | 1 (2015)        | -                     |
| Bagé                  | -                     | 1 (2016)        | 2 (2010 e 2011) | -                     |
| Camaquã               | -                     | 1 (2010)        | 1 (2012)        | -                     |
| Venâncio Aires        | -                     | -               | 1 (2014)        | -                     |
| Santana do Livramento | -                     | -               | -               | 3 (2010, 2011 e 2012) |
| Rio Pardo             | -                     | -               | -               | -                     |
| Santa Cruz do Sul     | -                     | -               | -               | -                     |
| Santa Maria           | -                     | -               | -               | -                     |